# Lydia Artymiw
Lydia Artymiw   (Filadèlfia, 1954) pianista de concerts i professora estatunidenca al College of Liberal Arts de la Universitat de Minnesota.

## Anys formatius
Artymiw va néixer a Filadèlfia de pares ucraïnesos i va començar els estudis de piano als quatre anys amb George Oransky a l'Ucraïna Institut de Música. Els seus principals mestres van ser Freda Pastor Berkowitz, que també va impartir classes durant més de cinquanta anys a l'Institut Curtis de Música de Filadèlfia, de 1962-1967 i Gary Graffman, el seu mentor principal, amb qui va estudiar de 1967 a 1979. Artymiw es va graduar summa cum laude de la Universitat de les Arts de Filadèlfia el 1973, que la va homenatjar amb un premi "Alumna Distinguished" el 1991.

## Carrera
Artymiw ha aparegut com a solista amb gairebé totes les grans orquestres americanes, incloent l'Orquestra Simfònica de Boston, Cleveland Orchestra, Orquestra de Filadèlfia, Nova York Philharmonic Orchestra, Orquestra de Minnesota, i la Filharmònica de Los Angeles al Hollywood Bowl. Va recórrer amb l'Orquestra Filharmònica de Minnesota a Seül, Corea del Sud el 1994. El mateix any es va convertir en membre designat del Consell Assessor Nacional de la Universitat de les Arts de Filadèlfia, PA.
Artymiw ha tingut èxit al circuit de competició internacional. Va guanyar el tercer premi al concurs Leeds de 1978 (Regne Unit) i va ser finalista al concurs Leventritt de 1976 (EUA), any en què no es va lliurar el primer premi.
Lydia Artymiw és professora de piano i distinció de McKnight a la Universitat de Minnesota. El 2000, va rebre la medalla del degà al College of Liberal Arts de la Universitat de Minnesota. El 2015, Artymiw va ser reconeguda amb un premi per a les contribucions destacades a postgrau, postgrau i educació professional pel Consell de Regents.
Ha enregistrat per a Chandos, Centaure, Panteó, Artegra i Bridge. Les seves actuacions han rebut premis de Gramophone i Ovation.